# 李畋廟
李畋廟（りでんびょう）は、中華人民共和国湖南省長沙市瀏陽市大瑶鎮にある道観（道教寺院）である。廟は主に李畋（花炮の発明者）を祭っている。

## 建築物
祖師閣、慈航殿、財神殿、玉皇殿、三清殿